# Roko Glasnović

Bischofswappen von Roko Glasnović

Roko Glasnović (* 2. Juli 1978 in Šibenik, SFR Jugoslawien) ist ein kroatischer Geistlicher und römisch-katholischer Bischof von Dubrovnik.

## Leben
Roko Glasnović nahm nach dem Schulbesuch in Janjeva und Šibenik zunächst ein Jurastudium an der Universität Split auf und studierte anschließend Philosophie und Theologie an der katholischen Fakultät in Split. Nach weiteren Studien an der Päpstlichen Lateranuniversität erwarb er das Lizenziat in Pastoraltheologie. Am 2. Juli 2005 empfing er das Sakrament der Priesterweihe für das Bistum Šibenik. Er ist der Cousin von Bischof Petar Palić.
Neben Aufgaben in der Pfarrseelsorge war er Sekretär des Bischofs von Šibenik und Verantwortlicher für die Ehe- und Familienpastoral des Bistums. Vor seiner Ernennung zum Bischof war er zuletzt Ökonom des Bistums Šibenik.
Papst Franziskus ernannte ihn am 30. November 2021 zum Bischof von Dubrovnik. Der Bischof von Mostar-Duvno, Petar Palić, spendete ihm am 22. Januar des folgenden Jahres in der Kathedrale von Dubrovnik die Bischofsweihe. Mitkonsekratoren waren sein Amtsvorgänger Mate Uzinić, Koadjutorerzbischof von Rijeka, und der Bischof von Šibenik, Tomislav Rogić.